# 丁本淳
丁本淳（1911年—1996年），男，陕西澄城人，中华人民共和国军事人物，中国人民解放军少将，曾任中国人民解放军炮兵政治部主任、副政治委员、顾问。